# Triple punto de Chile

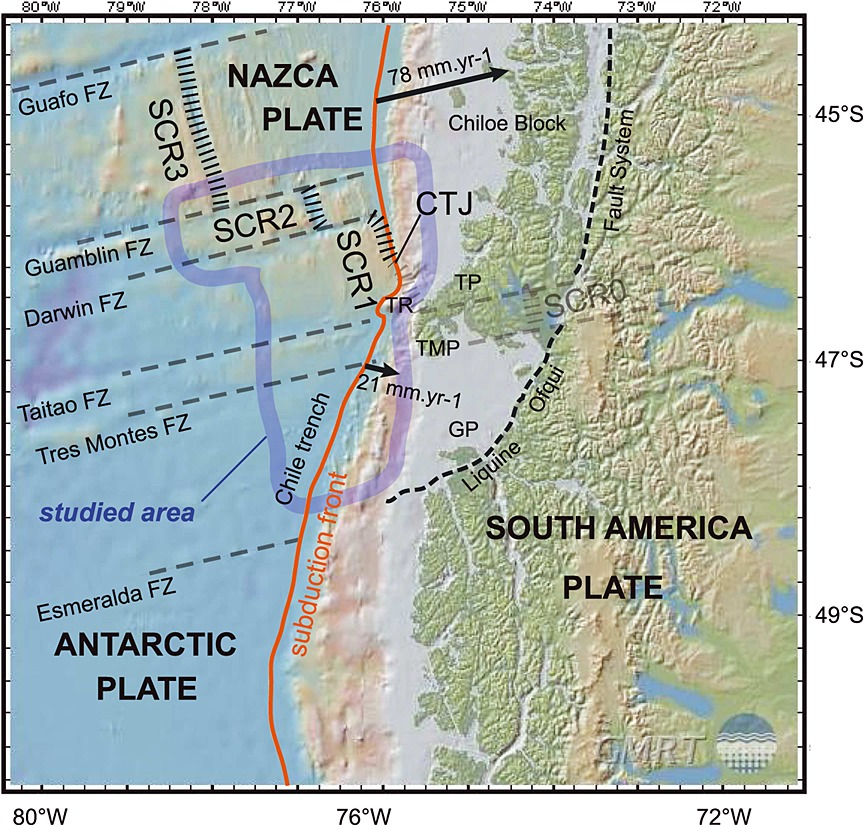
Tres placas tectónicas convergen aquí: la sudamericana, la de Nazca, y la antártica

El punto triple de Chile o de Aysén es una triple unión geológica localizada en el lecho marino del océano Pacífico, hacia las penínsulas de Taitao y Tres Montes, en la costa austral de Chile. Tres placas tectónicas convergen aquí: la sudamericana, la de Nazca, y la antártica. Esta triple unión es inusual al constar de una dorsal mediooceánica: el levantamiento occidental chileno, que es subducida bajo la placa sudamericana en la fosa de Perú-Chile.
La placa antártica empezó a subducir por debajo de América del Sur hace 14 millones de años en la época del Mioceno, formando el punto triple de Chile. Al principio la placa antártica solo subdujo la punta más austral de la Patagonia, causando que la triple unión quedase cerca del estrecho de Magallanes. Cuando la parte meridional de la placa de Nazca y el levantamiento occidental del país fueron consumidos por subducción, las regiones más septentrionales de la placa antártica comenzaron a subducir debajo de la Patagonia, de modo que el punto triple avanzó gradualmente hasta su posición actual en 46°15'.